# Димитров, Георги (футболист, 1959)
Георги́ Георги́ев Дими́тров (болг. Георги Георгиев Димитров; 14 января 1959, Гледачево, Болгария — 8 мая 2021, София) — болгарский футболист и футбольный тренер; играл на позиции защитника.

## Биография

### Клубная карьера
Димитров начинал карьеру в «Берое», в котором отыграл один сезон.
В 1977 году перешёл в софийский ЦСКА, который был сильнейшим и самым титулованным клубом в стране. В составе «армейцев» он отыграл 9 сезонов, выиграв с командой ряд национальных титулов.
В 1986 году уехал во Францию, где в течение двух сезонов играл за «Сент-Этьен», после чего вернулся на родину, где играл за софийские ЦСКА и «Славию», в которой он завершил карьеру в возрасте 31 года.

### Карьера в сборной
В составе сборной Болгарии был основным защитником и капитаном на чемпионате мира 1986 года, на котором болгары вышли в 1/8 финала, где проиграли сборной Мексики со счётом 2:0. Всего за сборную Болгарии сыграл 77 матчей, в которых забил 7 голов.

### Тренерская карьера
Работал главным тренером клубов «Марек» (2003, 2007—2008) и «Велбажд» (2006—2007).

### Смерть
Скончался 8 мая 2021 года в возрасте 62 лет.

## Достижения

### Командные
ЦСКА (София)
- Чемпион Болгарии (5): 1979/1980, 1980/1981, 1981/1982, 1982/1983, 1989
- Обладатель Кубка Болгарии (3): 1982/1983, 1984/1985, 1986/1987
- Обладатель Кубка Советской армии (3): 1985, 1986, 1989

### Личные
- Футболист года в Болгарии (1): 1985